# Ангелина Русева
Ангелина Бориславова Русева е българска озвучаваща актриса, кукловод и режисьор на дублажи. Занимава се активно с озвучаване и режисиране на дублажи на филми и сериали.

## Биография
Русева е родена е на 18 август 1989 г. Между 2008 г. и 2009 г. учи актьорско майсторство за драматичен театър в Театралния колеж „Любен Гройс“, а през 2010 г. е приета в НАТФИЗ „Кръстю Сарафов“ със специалност „Актьорско майсторство за куклен театър“ в класа на проф. Румен Рачев и завършва през 2014 г.
Рядко участва в различни постановки, измежду които са „Пук“ в Театрално-музикален център „Димитър Димов“, гр. Кърджали, „Огнивото“ и „Докосване“ в Драматично-кукления театър в Сливен.
През 2016 г. е номинирана за наградата „Сивина“ за ролята на Принцесата в „Огнивото“.
Същата година участва във филма „Тя, която маха от влака“ по „Кристин, която маха от влака“ на Георги Господинов.
През 2017 г. печели наградата за женска роля на Националния куклено-театрален фестивал „Михаил Лъкатник“ за ролята на Мишката в пиесата „Палечка“.

## Участия в театъра
Куклен театър „НАТФИЗ“
1. „Театрална изложба“ – постановка Румен Рачев[13]
2. „Кино-театър Българан“ – постановка Румен Рачев и Боряна Георгиева[14]

Държавен куклен театър Сливен
1. Принцесата в „Огнивото“ от Ханс Кристиан Андерсен – режисьор Бисерка Колевска[4][15]
2. „Докосване“ – режисьор Габриела Хаджикостова[5][6][7]

Театрално-музикален център „Димитър Димов“ – гр. Кърджали
- „Пук“ от Валери Петров – режисьор Валентин Владимиров[3]

Ямболския куклен театър „Георги Митев”
- 31 октомври 2015 г. – „Сънни принцеси сънувани“ – автор и режисьор Румен Николов[16][17]

## Кариера в дублажа
Русева се занимава с дублаж на филми и сериали в студио „Про Филмс“. Озвучава анимационни и игрални сериали за детските канали „Картун Нетуърк“, „Никелодеон“ и „Супер Туунс“, както и филми за кината.
Освен това тя е и режисьор на войсоувър и нахсинхронни дублажи. Често работи в тандем с тонрежисьора Марио Иванов. Режисира за телевизионните канали „Картун Нетуърк“, „Никелодеон“, „Супер Туунс“, „Стар Ченъл“, „Стар Лайф“ „Стар Крайм“, и „Епик Драма“.
| Актьор        | Филми/Сериали | Роля           |
| ------------- | --- | -------------- |
| Грей Делайл   | Къщата на Шумникови (заместваща Татяна Етимова) Шпионинът може да почака – Къщата на Шумникови: Филмът                                      | Лана Шумникова |
| Джейдън Уайт  | Къщата на Шумникови (заместваща Антония Тасева, от шести сезон) Семейство Касагранде Шпионинът може да почака – Къщата на Шумникови: Филмът | Клайд Макбрайд |
| Емилия Пиеске | Училището на магическите животни Училището на магическите животни 2                                                                         | Хелън Мей      |

### Сериали
1. „44 котки“ – Астрикат
2. „АЛВИННН! и катеричоците“ – Други гласове, 2021
3. „Астронавтите“ – Матилда, 2022
4. „Бандата на Рабъл“ – Камила, 2023
5. „Безкрайният влак“ – Луси, 2021
6. „Бъгс Бъни строители“ – Петуния, 2023
7. „Весели недели“ – Мама, 2024
8. „Големия Нейт“ – Дий Дий, 2022
9. „Голямото шоу на Бебе Акула“ – Уолъс, 2023
10. „Дора“, 2024
11. „Дребосъчетата“ – Луси, 2021
12. „Ела сред звездите“ – Слипи, 2023
13. „Зоки на планетата на Руби“ – Други гласове, 2024
14. „Истинските Шумникови“ – госпожа Райли, 2023
15. „Монсиландци“, 2023
16. „Младият Дилън“ – Ясмин
17. „Мъници в Шантаверситета“ – Суийти Бърд, 2024
18. „Мързелград“ (нахсинхронен дублаж) – Трикси, 2021
19. „Нела, принцесата рицар“ – Уилоу
20. „Нефритена броня“ – Черния Тигър/Г-жа Бао, 2023
21. „Поща Средновръх“ – Госпожица Пам, 2021
22. „Подвизите на безстрашния принц Айвъндоу“ – Кралица Кристин, 2023
23. „Приключенията на Падингтън“ – Ток, 2020
24. „Смърфовете“ – Смърфцвете, 2021
25. „Хироу Инсайд“ – Момиче мумия, 2024

### Филми
1. „Героите на джунглата 2: Около света“ – Камелия, 2024[19]
2. „Горските мечоци: Завръщане на Земята“ – Други гласове, 2023
3. „Горските мечоци: Пазителите“ – Други гласове, 2024[20]
4. „Елфи в кухнята: Печено-сторено“ – Други гласове, 2022[21]
5. „Коледа с Шумникови“ – Лана Шумникова, 2022
6. „Комбат Вомбат 2: Завръщане“ – госпожа Мека Черупка, 2024
7. „Кралството на Теракота“ – Джейд, 2023
8. „Легенда за пеперудите“ – Лили, 2024[22]
9. „Легендата за Хавайоуин“ – Лани, 2023
10. „Маша и Мечока: Двойно забавление“ – Други гласове, 2023
11. „Мармадюк“ – Други гласове, 2022
12. „Момчето и чаплата“ – Изуми, 2023
13. „Моята непослушна фея“ – Други гласове, 2023
14. „Неразделните“ – Други гласове, 2024[23]
15. „НЛО в главата“ – Софи, 2023[24]
16. „Ну, погоди! Ваканция“ – Други гласове, 2022
17. „Ой, къде изчезна Ной! 2“ – Други гласове, 2022
18. „Оглитата: Добре дошли в Смърделград“ – Други гласове, 2022
19. „Снежната кралица и принцесата“ – Тролче, 2023
20. „Фантастичното завръщане в Оз“, 2024
21. „Щъркелчето Ричард 2: Тайната на Великият камък“ – Други гласове, 2023[25]

### Режисьор на дублажи
Войсоувър дублаж
1. „Агата и проклятието на Ищар“, 2021
2. „Агата и среднощните убийства“, 2021
3. „Алвин и чипоносковците“ (дублаж на студио „Про Филмс“), 2022
4. „Алвин и чипоносковците 2“ (дублаж на студио „Про Филмс“), 2022
5. „Алвин и чипоносковците 3: Чипо-Крушение“ (дублаж на студио „Про Филмс“), 2022
6. „Алвин и чипоносковците: Голямото чипоключение“ (дублаж на студио „Про Филмс“), 2022
7. „Бакуган: Бойци в действие“ (дублаж на студио „Про Филмс“), 2021
8. „Бели мадами“ (дублаж на студио „Про Филмс“), 2021
9. „Бейблейд: Метал Мастърс“, 2022
10. „Всички обичат Реймънд“ (от шести сезон, дублаж на студио „Про Филмс“, сменяща Анна Тодорова), 2022
11. „Гаслит“, 2023
12. „Дипломатът“, 2024
13. „Един от нас лъже“, 2023
14. „Женени с деца“ (от девети сезон на първи сезон до втори епизод на втори сезон, дублаж на студио „Про Филмс“, сменяща Анна Тодорова), 2023
15. „Зу Зу“ (дублаж на студио „Про Филмс“), 2023
16. „Любов (почти) неперфектна“, 2024
17. „Мис Фишър и криптата на сълзите“, 2023
18. „Макдоналд и Додс“
19. „Франклин“ (дублаж на студио „Про Филмс“), 2021

Нахсинхронен дублаж
1. „Астронавтите“, 2022
2. „Горските мечоци: Див свят“, 2022
3. „Горските мечоци: Завръщане на Земята“, 2023[26]
4. „Горските мечоци: Пазителите“, 2024
5. „Дребосъчетата“, 2021
6. „Монстър Хай“, 2023
7. „Монстър Хай: Филмът“, 2023
8. „Монстър Хай 2“, 2024
9. „Ние, мечетата“, 2022
10. „Сами и Радж: Във вихъра на времето“, 2023
11. „Смърфовете“, 2021
12. „Топ Кадети“ (няколко епизода, с Евгения Ангелова)
13. „Томас и приятели - с пълна пара напред!“, 2022

## Участия в музикални клипове
- 22 юни 2017 г. – „Самонедейменервиратака (Пикник)“ (Стефан Вълдобрев и Обичайните заподозрени), режисьор: Камелия П. Петрова[27]